# Featheroides
Featheroides är ett släkte av spindlar. Featheroides ingår i familjen hoppspindlar.
Kladogram enligt Catalogue of Life:
| Featheroides | \| \| Featheroides typica \| \| \| \| \| \| Featheroides yunnanensis \| \| \| \| |
|              | \| \| Featheroides typica \| \| \| \| \| \| Featheroides yunnanensis \| \| \| \| |
|              | Featheroides typica                                                              |
|              |                                                                                  |
|              | Featheroides yunnanensis                                                         |
|              |                                                                                  |